# コミ人
コミ人（коми - komi）はロシア、コミ共和国のペチョラ川、ブイチェグダ川（北ドビナ川支流）、スイソラ川、メゼン川流域（北方系）、およびカマ川上流の地域一帯（南方系）に住むウラル語族フィン・ウゴル系民族。狭義のコミ人の別称はジュリエーン（Zyryan）。人口は約39.5万人である（2002年時点）。

## 成り立ち
言語学的研究から、コミ人はウドムルト人、マリ人、モルドヴィン人と近縁関係にあり、紀元前1世紀ごろに分かれたと考えられる。さらに、紀元後500年ごろ、コミ・ペルミャック人とコミ・ジュリーエン人に分化したようである。そのため、人種はコーカソイドに属するが、モンゴロイドの遺伝子を持つ特徴がある。

## 民族構成

コミ人の旗（ノルディック・クロス）

- コミ・ジリエーン人
  - コミ・イズマ人
- コミ・ペルミャク人
  - コミ・ヤズヴァ人

## 遺伝子
コミ人のY染色体ハプログループはN系統が35.1%、R1a系統が33.0％、R1b系統が16.0％、別の調査ではNが61.2％、R1aが32.7％となっている。